# Alopecoenas xanthonurus
Alopecoenas xanthonurus е вид птица от семейство Гълъбови (Columbidae). Видът е почти застрашен от изчезване.

## Разпространение
Видът е разпространен в Гуам, Микронезия и Северни Мариански острови.